# Siegfried Roch
Siegfried Roch (Wunsiedel, 26 de março de 1959) é um ex-jogador de handebol profisional alemão. Ganhou medalha de prata nos Jogos Olímpicos de Verão de 1984.
Siegfried Roch fez uma partida como goleiro. 